# Vic Wilson
Victor Wilson (14 de abril de 1931 – 14 de janeiro de 2001) foi um automobilista britânico nascido na Inglaterra que participou do GP da Itália de 1960 e do GP da Bélgica de 1966.
Victor Wilson faleceu de acidente rodoviário aos 69 anos.